# Mihai Vâlsan
Mihai Vâlsan (n. 1 februarie 1907, Brăila, România – d. 26 noiembrie 1974, Antony, Région parisienne, Franța) a fost diplomat, translator și învățat sufi musulman român, membru al unei ramuri a confreriei Shadhiliyyah și discipol al lui René Guénon. Este cunoscut și sub numele Shaykh Mustafa 'Abd al-'Aziz, nume pe care l-a adoptat după convertirea la islam.

## Biografie
Mihai Vâlsan s-a născut în anul 1907 la Brăila. Ajunge la București unde urmează cursurile de logică și metafizică ale lui Nae Ionescu, iar din 1936 merge la Paris și intră în contact cu ideile filosofilor René Guénon și Frithjof Schuon, dar și cu spiritualitatea islamică și cu sufismul. A corespondat intens cu René Guénon, aflat pe atunci la Cairo, considerându-l un adevărat maestru. Din 1938, Vâlsan devine consilier financiar al Consulatului României de la Paris, dar părăsește această funcție din cauza preocupărilor sale spirituale.
Pasionat de filozofia ezoterică musulmană, Vâlsan s-a convertit la islam sub numele de Mustafa 'Abd al-'Aziz, s-a inițiat în confreria sufi a lui Shaykh Ahmad Al-Alawi, apoi s-a instalat la Paris unde a devenit un reputat învățat musulman și lider local al acestei ramuri a marii confreri Shadiliyyah. Vâlsan a fost foarte interesat de opera lui Ibn 'Arabi pe care l-a considerat drept cea mai înaltă autoritate a spiritualității sufite și a tradiției islamice. Astfel, Vâlsan a devenit translator prolific specializat în traducerea și interpretarea operei lui Ibn 'Arabi. A contribuit activ la revista Études Traditionnelles, devenind redactor șef al acesteia. De asemenea, a corespondat activ cu prietenul său Vasile Lovinescu. În cele din urmă, Mihai Vâlsan a murit în jurul anului 1974 în Franța.
Vâlsan a fost un important gânditor musulman european al secolului XX, discipol al lui René Guénon și al Școlii Tradiționaliste, opuse modernismului. El a considerat hinduismul, taoismul și islamul ca fiind „cele trei forme principale ale gândirii tradiționale prezente, reprezentând Orientul Mijlociu, Extremul-Orient și Orientul Apropiat ca reflecte a celor trei aspecte ale Domnului Lumii”. Creștinismul, aflat în declin în Occident, nu mai putea reprezenta o cale inițiatică autentică.
Continuatorii operei lui Mihai Vâlsan sunt Charles-André Gilis (Abdur-Razaq Yahya), unul dintre principalii săi discipoli și propriul fiu, Muhammad Vâlsan.

## Legături externe
- fr Mise en ligne des écrits de Michel Vâlsan par la revue Science sacrée